# Filovia Capua-Caserta-Maddaloni
La filovia Capua-Caserta-Maddaloni era una filovia interurbana che collegava i centri maggiori della provincia di Caserta.

## Storia
La filovia, costruita dalla Compagnia Generale di Elettricità di Milano, venne attivata il 28 marzo 1961, e costituì pertanto il penultimo impianto costruito in Italia prima della crisi del settore filoviario (l'ultima linea fu la Napoli-Aversa).
La linea era gestita inizialmente dalla società Filolinea e Autolinee Capogna Esercizio Meridionale (FACEM); il continuo peggioramento delle finanze della FACEM portò al fallimento della società nel 1970: l'esercizio fu quindi affidato alla Tranvie Provinciali Napoletane (TPN), che, non ritenendo opportuno continuare l'esercizio della filovia, la soppresse il 26 ottobre 1972.

## Percorso
La linea aveva origine a Capua, e dopo aver toccato Santa Maria Capua Vetere e Caserta terminava a Maddaloni. La lunghezza del percorso era di 20,2 km.

## Mezzi
Sulla linea erano in servizio 8 vetture tipo Lancia Esatau P, con carrozzeria Menarini ed equipaggiamento elettrico CGE. I filobus erano forniti di batterie, per poter attraversare a trolley abbassati il passaggio a livello della ferrovia Napoli-Foggia presso Maddaloni.
Alla chiusura della linea le vetture furono vendute alla ILPAP che le ristrutturò per l'impiego sulla rete di Atene.